# Weiße Karpaten

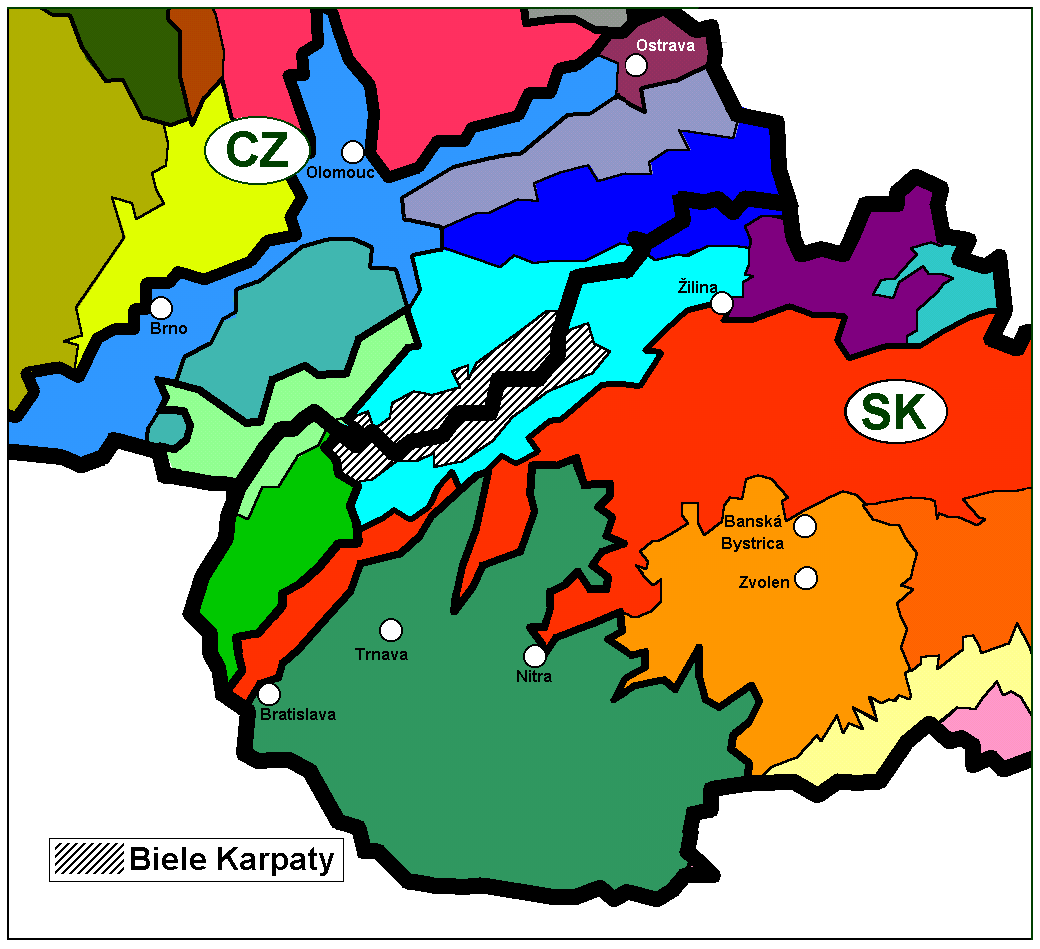
Die Weißen Karpaten innerhalb der Geomorphologischen Einteilung der Slowakei und Tschechiens

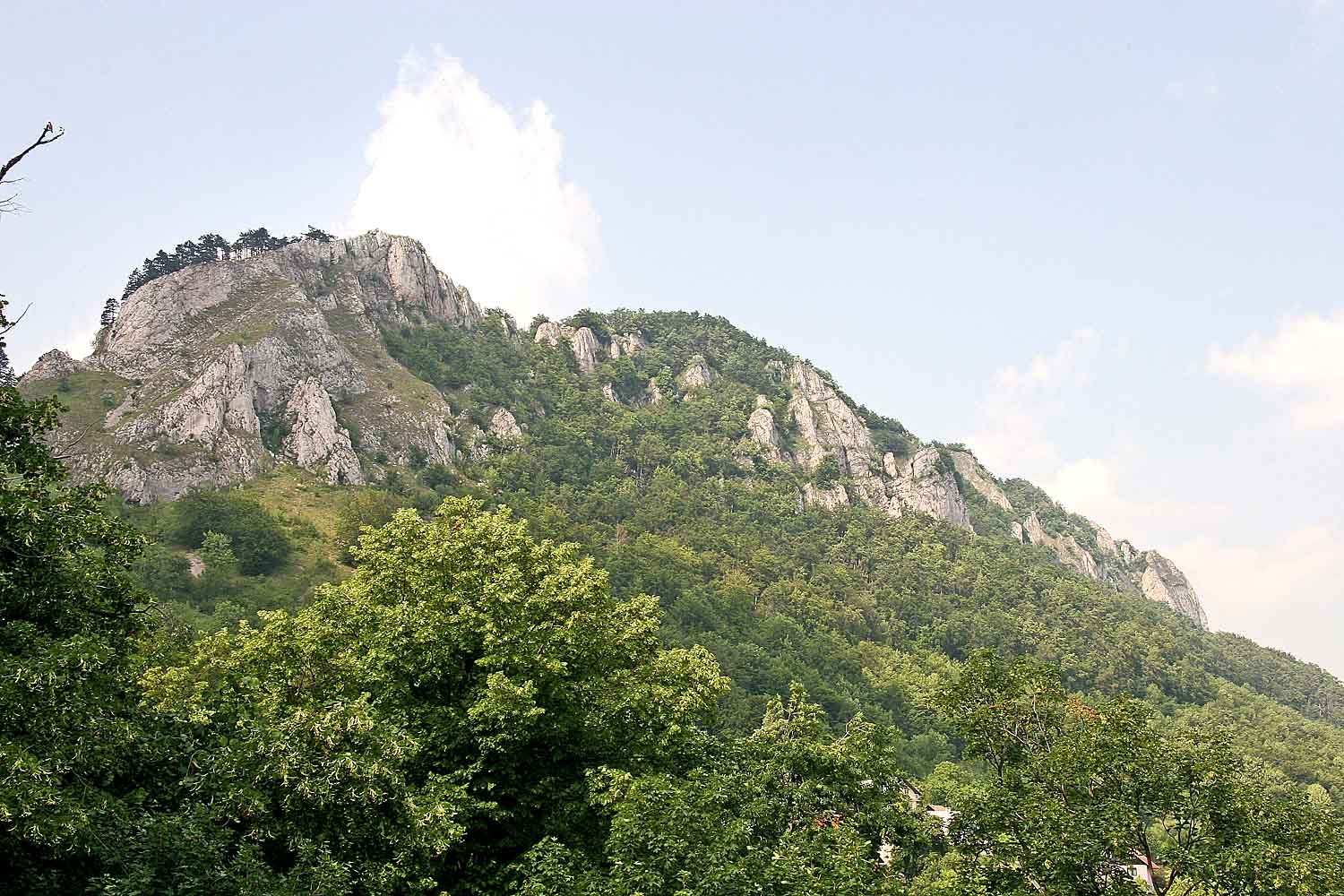
Vršatecká bradlá

Die Weißen Karpaten (tschech. Bílé Karpaty, slowak. Biele Karpaty) sind ein Mittelgebirge im westlichen Teil des Karpatenbogens und bilden neben den Beskiden und der March die Grenze zwischen Tschechien (Landesteil Region Südmähren und Region Zlín) und der Slowakei (Kreis Trenčín).

## Lage
Die Weißen Karpaten befinden sich im Grenzgebiet von Tschechien und der Slowakei. Sie werden begrenzt durch die Kleinen Karpaten im Süden, durch das Tal des Flusses Waag im Osten und durch den Fluss March im Nordwesten. Nördlich bildet der Lissapass (Lyský průsmyk) den Übergang zu den Javorníky. Nach Nordwesten schließt sich die Vizovická vrchovina an. In den Weißen Karpaten entspringen die Velička, Myjava und Olšava. Durchbrochen wird das Gebirge im Norden durch die Vlára.
Am Fuße der Weißen Karpaten befinden sich mehrere bedeutende Städte. Auf tschechischer Seite sind dies Uherské Hradiště und Zlín, auf slowakischer Seite Nové Mesto nad Váhom und Trenčín. Durch das Gebirge führte über den Stranypass mit der „Ungarischen Straße“ der wichtigste mittelalterliche Handelsweg zwischen Mähren und Ungarn. Weitere Pässe sind der Welkapass und der Wlarapass, der später vor allem durch eine Eisenbahnverbindung Bedeutung erlangte.

## Beschaffenheit
Die Gipfel erheben sich relativ sanft aus dem umgebenden Gebiet. Sie erreichen im Mittelteil – etwa zwischen der tschechischen Stadt Uherské Hradiště und slowakischen Stadt Trenčín – Höhen bis 970 Meter. In den Weißen Karpaten liegt das Naturreservat Javořina.

## Gipfel
Die höchsten Berge sind der Velká Javořina (970 m), Chmelová (925 m), Kobylinec (911 m), Velký Lopeník (911 m), Malý Lopeník (884 m), Čupec (819 m), Dúžník (807 m), Machnáč (771 m) und Kykula (746 m).

## Landschaftsschutzgebiet
Am 3. November 1980 wurde das Landschaftsschutzgebiet Bílé Karpaty (tschech. Chráněná krajinná oblast Bílé Karpaty) eingerichtet. Es erstreckt sich über eine Gesamtfläche von 746,6 km² zwischen 175 und 970 m n.m., wobei es Teile der Okresy Hodonín, Uherské Hradiště und Zlín einschließt. Seit 1996 wird es als UNESCO-Biosphärenreservat geführt.
Auch in der Slowakei gibt es ein Landschaftsschutzgebiet, dort genannt Biele Karpaty (slow. Chránená krajinná oblasť Biele Karpaty). Es wurde im Jahre 1979 ausgerufen und ist 445,68 km² groß.